# I Need Your Love Tonight
«I Need Your Love Tonight» —  песня Элвиса Пресли.
Авторы — Сид Уэйн и Бикс Райхнер.

## История
Элвис Пресли записал песню 10 июня 1958 года на студии RCA Studios в Нэшвилле, штат Теннесси, пребывая в недельной «увольнительной» в ходе службы в армии.
В чарте синглов в жанре поп-музыки американского журнала «Билборд» (так называемой «горячей сотне» Hot 100) песня достигла 4 места (в 1959 году).
В Великобритании песня вышла на двойном сингле (с двумя сторонами А) с песне «A Fool Such as I». В мае 1959 года сингл поднялся на 1 место британского синглового чарта (UK Singles Chart) и провёл там 5 недель.